# فاضل عباس المهداوي
العقيد فاضل عباس المهداوي ( 1915 – 1963 ) رئيس المحكمة العسكرية العليا الخاصة وأحد الضباط الأحرار الذين أسهموا في انقلاب الرابع عشر من تموز.

## حياته
ولد في بغداد عام 1915 ، والده عباس المهداوي ووالدته عكاب حسن يعقوب الساكني وهي خالة الزعيم عبد الكريم قاسم. دخل الكلية العسكرية ضمن طلاب الدورة (17) ودخل دورة القادة وتخرج فيها في عام 1940 .وهو ابن خالة رئيس الوزراء العراقي عبد الكريم قاسم.

## أعماله العسكرية ومناصبه
اشترك في ثورة رشيد عالي الكيلاني عام 1941، ومن بعدها شارك في حرب فلسطين عام 1948.
وانضم إلى تنظيم الضباط الوطنيين الذي عرف باسم الضباط الأحرار أيضا، ولقد عينه الضباط الأحرار في ثورة تموز 1958 بمنصب آمر اللواء الأول.

## رئيس المحكمة العسكرية

إحدى الجلسات التي كان يراسها المهداوي لمحكمة الشعب

عُين بعد الثورة رئيسا للمحكمة العسكريةالعليا الخاصة. وكان من المألوف ان ترفع صور المهداوي إلى جانب صور عبد الكريم قاسم في الشوارع والساحات العامة. وقد تشكلت لجنة التحقيق من المقدم الحقوقي نور الدين الوّنه رئيسا واحمد العبيدي عضوا والملازم عبد الهادي سلمان عضوا وعبد الستار ناجي عضوا وخالد عبد الرزاق الهاشمي عضواً عاملا في هيئة التحقيق.
وكان الغرض من تشكل تلك المحكمة هو محاكمة المسؤولين في النظام الملكي، وكانت جلساتها تعقد في قاعة الشعب في منطقة باب المعظم قرب مبنى وزارة الدفاع في بغداد، ونقلت وقائعها ببث مباشر عبر التلفاز والإذاعة، حيث استمرت جلساتها برئاسة فاضل عباس المهداوي حتى حركة 8 شباط ومقتل عبد الكريم قاسم عام 1963.
هذه المحكمة شهدت محاكمة رجال العهد الملكي، حيث ابتدأت جلساتها لمحاكمة الفريق الركن غازي الداغستاني قائد الفرقة الثالثة وصدر عليه الحكم بالإعدام مع تسعة ضباط آخرين ثم خفف الحكم لاحقاً، ثم تمت محاكمة فاضل الجمالي وهكذا توالت محاكمات العسكريين والمدنيين من المحسوبين على النظام الملكي. كذلك تمت محاكمة عناصر حركة الشواف الذي قام بالثورة على الحكومة في الموصل، ورشيد عالي الكيلاني الذي اتهم بالتآمر على نظام السلطة الوطنية.
وقامت المحكمة بمحاكمة الرجل الثاني في ثورة تموز عبد السلام محمد عارف بتهمة الاتصال بجهات عربية والشروع بقلب نظام الحكم، ثم قامت المحكمة بوضع القوميين والبعثيين في قفص الاتهام من الذين شاركوا في العملية الفاشلة لاغتيال الزعيم عبد الكريم قاسم في شارع الرشيد.

## وفاته
قتل المهداوي مع عبد الكريم قاسم حيث التحق به في وزارة الدفاع، بعدما كان خارجها اثناء وقوع الانقلاب (انقلاب 8 شباط عام 1963)، فأعدم المهداوي بالرصاص على يد القوميين والبعثيين في مبنى الإذاعة يوم 9 شباط 1963 وكان يحمل رتبة عميد .